# カスタニャッチョ

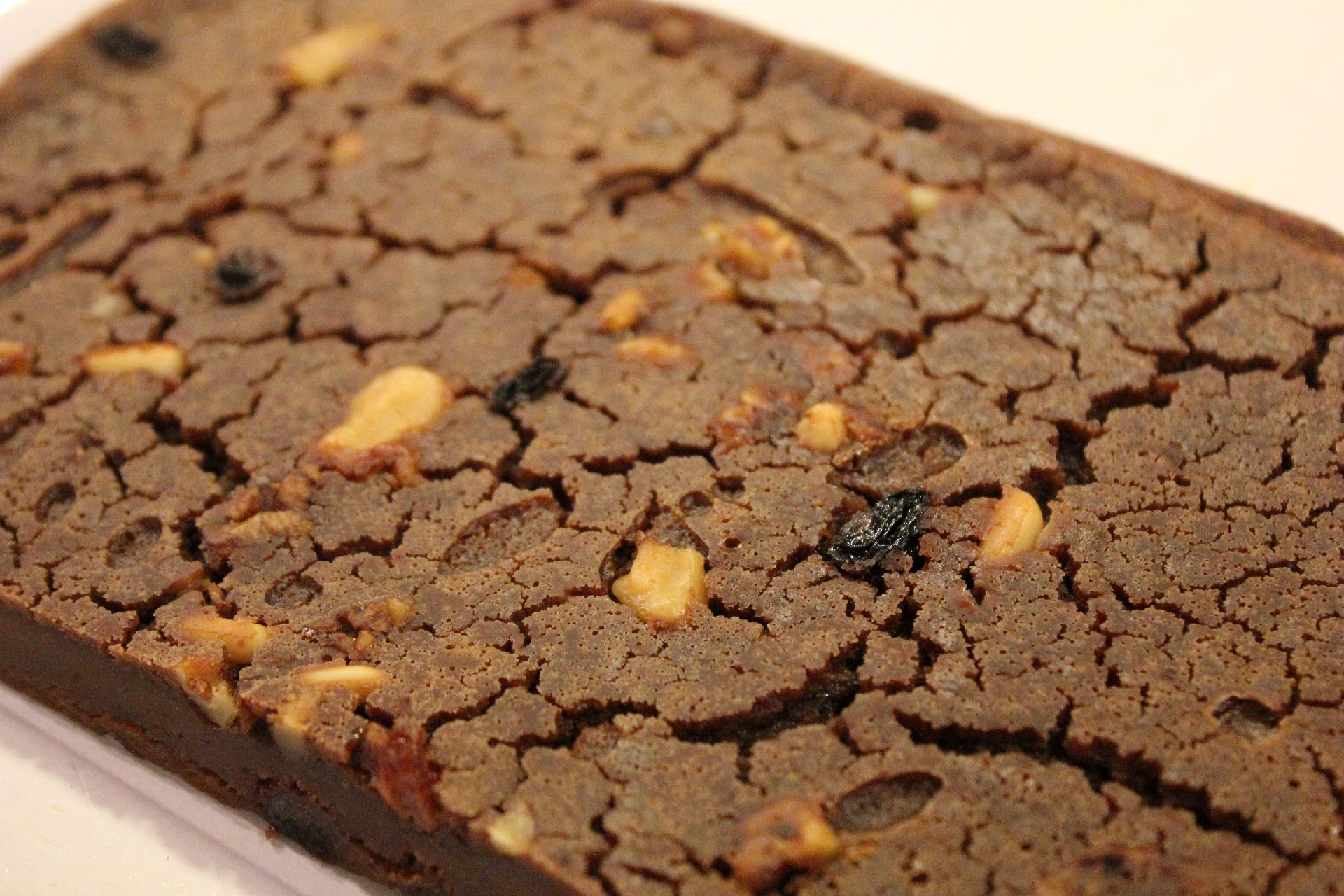
カスタニャッチョの例

カスタニャッチョ（イタリア語: castagnaccio）は、イタリア・トスカーナ地方の伝統菓子。農民発祥の菓子で、トスカーナ地方全域で食され、トスカーナ地方では「秋の味覚」とされる。
ローマ帝国にまでさかのぼれる菓子である。

## 概要
トスカーナ地方は栗（カスターニャ、castanea）の産地であるが、その栗を粉にしたもの（ファリーナ・ディ・カスターニャ）を用いた菓子であり、栗の収穫が行える秋から冬にかけて作られる。秋からの冬の時期にかけては、トスカーナ地方のスーパーマケットでの販売もあるほか、各家庭でも作られる。
厚さは1センチメートル程度であるが、かつては5ミリメートルほどの厚さであった。
デザートとして食べられるほかに、朝食や午後のおやつとしても食されている。

## 名称について
地方によって以下のように名称が異なる。
- リヴォルノ - トッポーネ（toppone）
- ルッカ - トルタ・ディ・ネッチョ（torta di neccio）
- アレッツォ - バルディーノ（baldino）